# Kettner International
Die Eduard Kettner GmbH ist das älteste bekannte Waffenhandelsunternehmen (gegründet 1884), das Jagd- und Sportwaffen einschließlich Zubehör und Funktionsbekleidung vertrieb.
Unternehmenszentrale war Köln. Kettner hatte Tochtergesellschaften und Vertriebspartner in allen wichtigen Märkten West- und Osteuropas. Neben dem Kataloggeschäft unterhielt Kettner drei Stammfilialen (Berlin, Köln, Oldenburg). Hinzu kamen frühere Filialen, die später von Franchise-Partnern geführt wurden (z. B. Göttingen). Über die Rechte an der Markenbezeichnung Kettner in Deutschland verfügte bis August 2022 die Grube KG in Bispingen. Seit September 2022 liegen alle Markenrechte wieder bei der Eduard Kettner GmbH mit Firmensitz in Pöttelsdorf.

## Geschichte

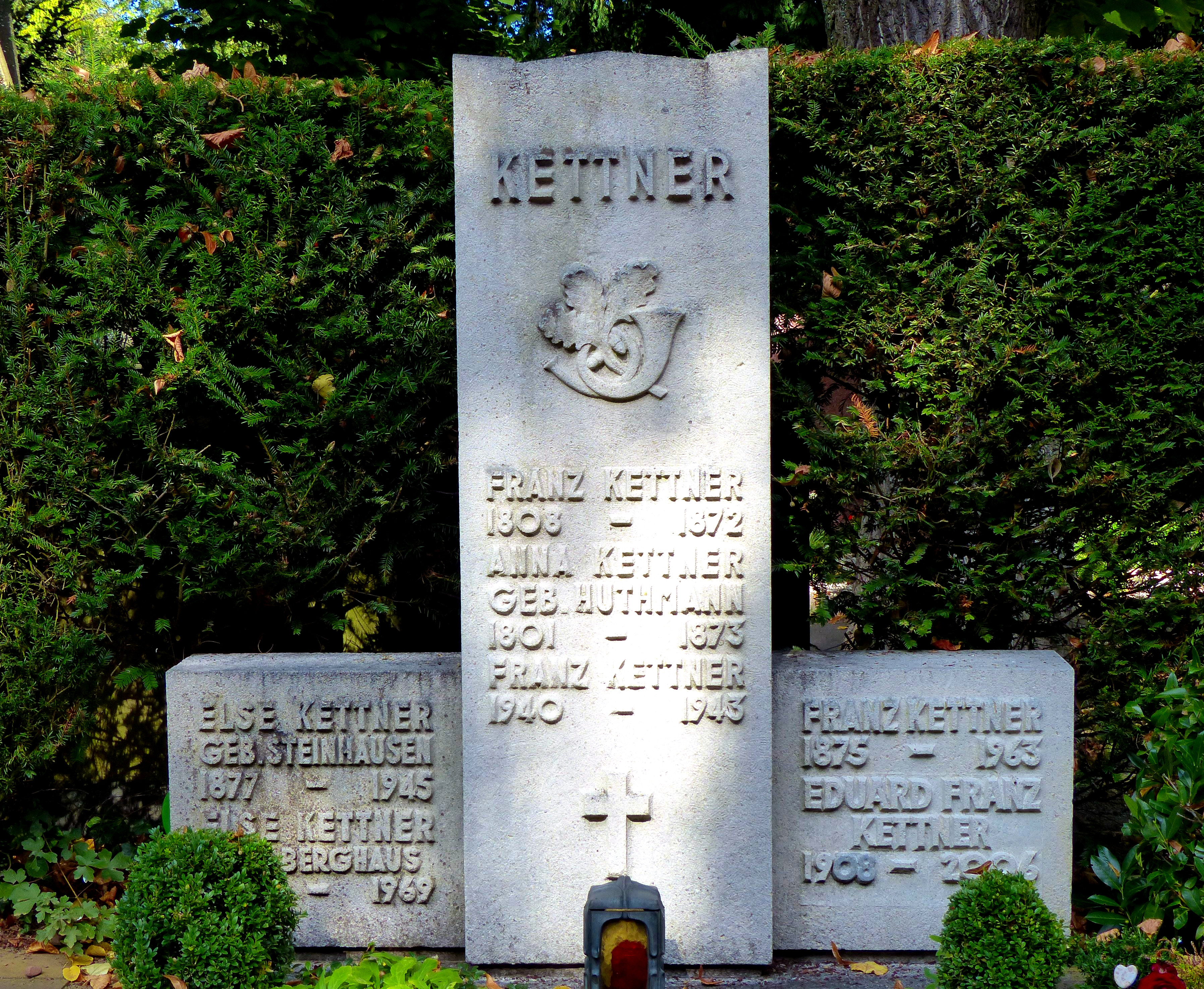
Grabstätte Kettner auf dem Kölner Friedhof Melaten

Am 23. Januar 1884 wurde die Firma Eduard Kettner ins Kölner Handelsregister eingetragen und im Herzen der Domstadt wurde das erste Kettner Jagdfachgeschäft eröffnet. Anfang des 20. Jahrhunderts zählte Kettner zu den ersten Versandunternehmen in Deutschland. Kettner erwarb Fabriken in Suhl (Thüringen) und Porz (Köln), in denen Tausende von Jagdwaffen produziert und anschließend exportiert wurden.
1925 kaufte die Familie Bühring Kettner und vergrößerte den Stammsitz in Köln. Die Firma wurde zuerst von Friedrich Bührings Schwiegervater, dem bekannten „Patronen-Dornheim“ geleitet. Er war Inhaber der G.C. Dornheim AG aus Lippstadt, einer Waffen- und Munitionsgroßhandlung mit sieben Niederlassungen im In- und Ausland.
Gleichwohl blieb in der Hohe Straße 109 in Köln das Geschäft Franz Kettner erhalten, das Ende September 2009 endgültig geschlossen wurde.
1943 stand Kettner aufgrund des Krieges vor dem Ende. Kurz nach Kriegsende begann Helmut Bühring mit dem Wiederaufbau der Firma und errichtete zunächst eine Reparaturwerkstatt in den Trümmern. Gehandelt wurde mit allem, was sich verkaufen ließ, zum Beispiel Kleiderbügel aus eisernen Luftgewehrputzstöcken. Aus den ersten Angebotsblättern wurden umfangreiche Preislisten und schon bald folgte ein bebilderter Produktkatalog.
Die Firmenzentrale zog 1969 samt Verwaltung und Lager aus der Innenstadt von Köln nach Köln-Ossendorf.

### Erste Insolvenz
2001 verkaufte die Familie Bühring das Unternehmen nach jahrelangem wirtschaftlichen Niedergang für einen symbolischen Preis an die Investmentfirma Deutsche Investors Capital (DIC) des Unternehmensberaters Droege. Auch Droege vermochte das Unternehmen nicht zu retten. Kettner musste trotz erheblicher Investitionen 2003 wegen weiter rückläufiger Geschäfte Insolvenz anmelden.
Droege hatte für die Übernahme des Unternehmens zunächst die Bankverbindlichkeiten von Kettner in zweistelliger Millionenhöhe zum halben Nennwert erworben. Von Bühring hatte Droege sodann den Kommanditanteil erworben, der zuvor durch Umwandlung dessen Kapitalkontos als Komplementär in einen Kommanditanteil gebildet worden war. Insolvenzverwalter Hans-Gerd Jauch beanstandete, dass das in Millionenhöhe eingetragene Kommanditkapital eigentlich nicht in die Gesellschaft geleistet worden sei, sondern bei Eintragung nur den tags darauf tatsächlich von Droege dafür gezahlten einen Euro Wert gehabt habe. Droege gab in einem Vergleich sämtliche von den Banken erworbenen Forderungen und Sicherungsrechte am Gesellschaftsvermögen auf und zahlte einen siebenstelligen Betrag an den Insolvenzverwalter.
Jauch setzte den Geschäftsbetrieb fort und veräußerte ihn mit der Mehrzahl der Tochtergesellschaften (z. B. im Juli 2004 die Eduard Kettner AG in der Schweiz) an eine von Michael Lüke und Thomas Ortmeier – den Inhabern der L & O Holding – kontrollierte Gesellschaft, die Kettner Deutschland GmbH. Die Investoren schafften es ebenso wenig wie zuvor Droege, die Gewinnzone zu erreichen.
Kettner Österreich wurde abgestoßen. Weitere Firmen und Filialen wurden an andere Investoren verkauft.
2006 übernahm die Kettner International GmbH, hinter der die französische Financière A.V.R. von Arnaud van Robais stand, den Betrieb der Firma Kettner von der Kettner Deutschland GmbH, darunter den Stammsitz in Köln-Ossendorf sowie die Filialen in Berlin und Oldenburg, später auch die Geschäfte in Münster und in Hemer.  Als zweites Standbein wurde der Vertrieb über Vertriebspartner im In- und Ausland aufgebaut.

### Zweite Insolvenz
Van Robais verlor sein Vermögen mit dem Investment. 2008 wurde auch über die Kettner International ein Insolvenzeröffnungsverfahren eingeleitet und erneut Hans-Gerd Jauch zum Verwalter bestellt. Jauch entschied wiederum, den Geschäftsbetrieb fortzuführen. Er druckte den bereits erstellten Katalog und vereinbarte mit den Lieferanten, ihn auf Kommission zu beliefern, da die Gemeinschuldnerin nicht über die Mittel verfügte, ihren Wareneinkauf zu finanzieren.

### Kettner heute
2008 erwarb die Schmid Industrie Holding von Jauch den verbliebenen Teil der Kettner-Gruppe aus der Insolvenz. Die Investorin erwarb zudem Kettner Österreich und führte die beiden Unternehmen wieder zusammen.
2010 schloss Kettner den Versandhandel in Deutschland und beliefert die Versandhandelskunden seitdem aus Österreich.
Am 16. Mai 2012 gab das Unternehmen bekannt, dass aufgrund mangelnden Umsatzes alle Filialen in Deutschland ab Mitte Juni geschlossen werden. Der Verkauf endete in den Filialen zum 30. Juni 2012 endgültig.
Das Kölner Ladenlokal in der Mathias-Brüggen-Straße 80 wurde nebst dem 100-Meter-Schießstand und der Büchsenmacherzentralwerkstatt zum 1. Oktober 2012 von der Micromec Gruppe übernommen und firmiert dort unter dem Namen Kölner Jagdhütte.
Im September 2012 nahm die Grube KG aus Bispingen unter der Markenbezeichnung „Kettner – Kompetenz in Jagd“ ein zusätzliches Versandhandelsgeschäft per Katalog und Onlineshop auf. Die Palette der angebotenen Produkte entspricht dabei weitgehend der des früheren Unternehmens Kettner. Jagd- und Sportwaffen werden jedoch nicht angeboten. Mit September 2022 hat die Grube KG ihre Markenrechte wieder an Kettner Österreich abgegeben.
Die in Österreich weiterhin bestehende Eduard Kettner GmbH mit Sitz in Pöttelsdorf verfügt derzeit über 15 Filialgeschäfte und einen Onlineshop. Außerdem werden auch zwei weitere Filialen in Kroatien betrieben.